# 伊佐山元
伊佐山 元(いさやま げん、1973年2月 - ) は、アメリカ合衆国シリコンバレー在住の日本人ベンチャーキャピタリスト。
シリコンバレー、東京に拠点を置く　WiL（World Innovation Lab）の創業者兼代表取締役。

## 来歴
東京都出身。
1997年に東京大学法学部を卒業後、日本興業銀行に入行する。日興銀在勤時にスタンフォード大学ビジネススクールに留学した。
米大手ベンチャーキャピタルのDCM本社パートナーに就任。
2013年10月、WiL（World Innovation Lab）を創業し、代表取締役に就任。